# Wolfgang Sohst

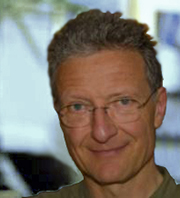
Wolfgang Sohst (2015)

Wolfgang Karl Sohst (* 12. März 1956 in Berlin) ist ein deutscher Verleger und Philosoph. Er gründete 2002 den Wissenschaftsverlag xenomoi mit Sitz in Berlin und publiziert als freier Philosoph vor allem in den Bereichen Metaphysik und Ethik.

## Leben
Wolfgang Sohst ist das vierte und letzte Kind des Studienrates Paul Sohst und der als Hausfrau tätigen Johanna Sohst, geb. Sultan. Er erhielt seit dem vierten Lebensjahr regelmäßigen Klavierunterricht und ab dem achten bis zum siebzehnten Lebensjahr zusätzlich Unterricht im Violoncellospiel. Seine familiäre Bestimmung war es eigentlich, Pianist zu werden wie seine weltweit bekannte Großcousine Grete Sultan. Im Jahr 1976 schaffte er jedoch nicht die Aufnahmeprüfung in der Konzerpiantistenklasse der damaligen Berliner Hochschule der Künste. Nach zwei Semestern eines musikwissenschaftlichen Grundstudiums an der Technischen Universität Berlin schloss er sich daraufhin im Frühjahr 1977 der Berliner Niederlassung der Aktionsanalytischen Organisation (AAO) an, die zur Großkommune von Otto Muehl gehörte. Sohst studierte von 1978 bis 1984 Rechtswissenschaften an der Freien Universität Berlin.  Kurz vor seinem 1. Staatsexamen zog er auf Wunsch der im österreichischen Burgenland ansässigen Kommuneleitung dorthin um, wo er bis 1986 in der zentralen Kommuneverwaltung tätig. Als einer wenigen juristische vorgebildeten Personen dieser Gruppe war er vor allem mit rechtlichen Fragen beschäftigt. Bereits in dieser Zeit entwickelte er ein generelles Interesse an sozialphilosophischen und ontologischen Fragen und hielt dazu Vorträge in dem kommuneeigenen Radiokanal. Im Frühjahr 1987 ging er im Auftrag der AAO nach La Gomera, um die dortigen Einrichtungen der Kommune zu entwickeln und zu verwalten.
Als die Muehl-Kommune 1991 zerfiel, kehrte Sohst nach Berlin zurück. In dieser Zeit begann er mit intensiven philosophischen Studien. Im Jahr 1994 trat er dem libertären philosophischen Arbeitskreis MoMo Berlin bei, den er seit 2007 organisatorisch leitet. 2002 gründete Sohst den xenomoi Verlag. Seine erste Monographie erschien im Jahr 2010 unter dem Titel „Prozessontologie. Ein systematischer Entwurf der Entstehung von Existenz“.

## Verlegerische Tätigkeit
In den Anfangsjahren setzte sich das Programm des xenomoi Verlags hauptsächlich aus rechtswissenschaftlichen Titeln zusammen. So publizierte der Verlag diverse spanische Gesetzestexte des Zivil-, Steuer-, Gesellschafts- und Immobilienrechts, deren Übersetzung und Kommentierung Sohst besorgte. Seit 2005 erweitert sich das Verlagsprogramm kontinuierlich um Texte der klassischen und zeitgenössischen Philosophie.
Zusammen mit dem Institut für Zeitgeschichte der Universität Wien gibt Sohst unter der Leitung von Friedrich Stadler seit 2008 die Studienausgabe der Werke von Ernst Mach heraus. Außerdem ist er Mitherausgeber der Zeitschrift „Berlin Journal of Critical Theory“.
Zu den klassischen Autoren des Verlagsprogramms gehören des Weiteren David Hume, Henri Poincaré, Lorenz von Stein und Bertrand Russell. Als zeitgenössische Autoren verlegt xenomoi unter anderem Rainer E. Zimmermann, Dieter Mersch, Thomas Ebke, Rüdiger Zill, Matthias Kroß, Henry Staten, Karl-Heinz Adler, Gil Schlesinger (teilweise in philosophischen Herausgeberbänden).

## Forschungsschwerpunkte

### Prozessbasierte Ontologie
Auf dem Gebiet der Ontologie hat Sohst ein Modell vorgelegt, in dem nicht die Gegenstände das Fundament der Welt bilden, sondern die ihnen zugrunde liegenden Prozesse. Dieser Ansatz steht im Gegensatz zur klassischen Ontologie, die von den Gegenständen und ihren Eigenschaften ausgeht. Dagegen stellen diese bei Sohst allein nachgeordnete Produkte abgeschlossener Prozesseinheiten dar, die sich von ihrer Umwelt entkoppeln und so eine relative Stabilität erlangen.
Einzelne Prozesse und Gegenstände können sich nur typenspezifisch auf bestimmten Strukturebenen wie der physikalischen, chemischen oder psychisch-sozialen etablieren, da sie an je eigene Umweltbedingungen gebunden sind. Darauf aufbauend entwickelt Sohst ein Modell der Emergenz, das von einer Schichtung solcher Ebenen mit stetig zunehmender Komplexität ausgeht.

### Weitere Forschungsfelder
- Metaphysik des Sozialen, insbesondere Aspekte der kollektiven ethischen Verantwortung
- Formale prozesslogische Aussagesysteme

## Monographien und Herausgeberbände (Auswahl)
- Sohst, Wolfgang (Hg.): Die Figur des Neuen. (= Band 1 der Reihe Philosophische KonTexte) Xenomoi, Berlin 2008, ISBN 978-3-936532-77-7.
- Sohst, Wolfgang: Prozessontologie. Ein systematischer Entwurf der Entstehung von Existenz. (= Band 2 der Reihe Philosophische KonTexte) Xenomoi, Berlin 2010, ISBN 978-3-936532-60-9.
- Sohst, Wolfgang (Hg.): Die Globalisierung der Affekte. (= Band 3 der Reihe Philosophische KonTexte). Xenomoi, Berlin 2013, ISBN 978-3-942106-18-4.
- Sohst, Wolfgang: Das spanische Bürgerliche Gesetzbuch: Código Civil und Spanisches Notargesetz, 6. Auflage. Xenomoi Berlin 2019, ISBN 978-3-942106-66-5. (Übersetzung und Kommentar)
- Sohst, Wolfgang (Hg.): Politische Ethik und Kollektive Verantwortung. Xenomoi, Berlin 2015, ISBN 978-3-942106-34-4.
- Sohst, Wolfgang: Reale Möglichkeit – Eine allgemeine Theorie des Werdens, Xenomoi, Berlin 2016, ISBN 978-3-942106-41-2.
- Sohst, Wolfgang: Collective Moral Responsibility. Xenomoi, Berlin 2017, ISBN 978-3-942106-51-1.
- Sohst, Wolfgang: Gedankenstücke – dreiunddreißig Gedichte und Kurzgeschichten, 2. erweiterte Auflage. Xenomoi, Berlin 2017, ISBN 978-3-942106-54-2.
- Sohst, Wolfgang: Genuine Process Logic. The PhilPapers Foundation, Western University, Ontario, Kanada (https://philpapers.org/archive/SOHGPL.pdf).
- Sohst, Wolfgang: Handbuch Ontologie, Beitrag: Die Ontologie von Kräften, Prozessen und von Emergenz. Sein als Werden, J.B. Metzler (Springer Verlag), Berlin 2020, ISBN 978-3-476-04637-6.
- Strasser, Anna; Sohst, Wolfgang; Stepec, Katja; Stapelfeldt, Ralf (Hg.): Künstliche Intelligenz – Die große Verheißung, Xenomoi, Berlin 2021, ISBN 978-3-942106-79-5.